# 6236 Маллард
6236 Маллард (6236 Mallard) — астероїд головного поясу, відкритий 29 листопада 1988 року.
Тіссеранів параметр щодо Юпітера — 3,183.